# Lebó Ferenc
Lebó Ferenc (Szarvas, 1960. november 9. –) Munkácsy Mihály-díjas magyar érem- és szobrászművész, érdemes művész. Alkotásai São Paolótól Dánián keresztül a British Museumon és a Vatikánon át egészen Tokióig megtalálhatóak. Folyamatosan frissülő állandó kamarakiállítása a győri Múzeumházban látogatható.

## Tanulmányai
Művészeti tanulmányait Szegeden, a Tömörkény István Művészeti Szakközépiskolában kezdte, 1980 és 1982 között a szegedi Juhász Gyula Főiskolán tanult, majd 1987-ben Budapesten Kő Pál és Kovács György tanítványaként végzett a Magyar Képzőművészeti Főiskolán.
Tanulmányai befejeztével Győrben telepedett le és alapított családot, azóta az elmúlt három évtizedben számtalan köztéri alkotást, domborművet, díjat, érmet és pénzérmét tervezett, készített a város javára.

## Munkássága
1978-ban 18 évesen készítette első olyan érmét, ami már nem tanulmány jellegű. 1985-ben 25 évesen készítette első köztéri alkotását, amely egy Pázmány Péter emléktábla volt.
Pályája kezdete óta köztéri szobrok, érmek, domborművek, plasztikák, és díjak tervezése mellett restaurálással is foglalkozik. Egyebek mellett a győri Bencés Templom homlokzati szobrait, a Karmelita templom kőszobrait, a pannonhalmi Millenniumi Kápolna és a győri Esterházy-palota szobrait is ő restaurálta.
Érmei és emlékpénzei számos köz- és magángyűjteményben megtalálhatóak. A Magyar Nemzeti Bank és a Tőzsde Bank az emlékpénzeiből többet is kibocsátott. A 2004-ben készített Mezopotámiai háborúk című műve pedig a British Museum éremgyűjteményének részét képezi.[forrás?]
2011-ben a budapesti Mátyás templom II. János Pál harangjának domborműveit is Lebó készítette.
Tagja a Magyar Képzőművészek és Iparművészek Szövetségének, a Restaurátor Kamarának, a Magyar Szobrász Társaságnak, a Művészeti alapnak, a Magyar Alkotóművészek Országos Egyesületének, a Győri Rotary Clubnak, valamint tiszteletbeli tagja a Junior Chamber Győrnek.

## Elismerései
Lebó Ferenc több díjat is nyert nemzetközi kiállításokon. 1990-ben az Amerikai Egyesült Államokban a Szent István-emlékpénzével lett első helyezett az ohio-i pénzszépségversenyen, 1994-ben pedig a budapesti Nemzetközi Éremkiállításon övé lett a legszebb magyar vert érem.
2001 óta Rómában, a Vatikánban, a Szent Péter-bazilika magyar kápolnájában megtekinthető az Apor Vilmos-domborműve.
2006 óta Győr testvérvárosában, Kuopio városházánál található a Nap-szem című plasztikája.
Mindezek mellett díjakat is készít. 1992-től Lebó tervezte az Erkel Ferenc-díjat, a Brunszvik Teréz-díjat, 2003-tól a Kisalföld Presztízs-díjat, 2011-től pedig a Rotary kormányzói-díjat.
Első önéletrajzi könyvét 2006-ban Ab Ovo címmel adták ki, második katalógusa 2020-ban LEBÓ néven jelent meg.
2020-ban kimagasló képzőművészeti tevékenységéért Munkácsy Mihály-díjat kapott.
2023-ban a magyar nemzeti kultúra, művészi alkotómunka területén végzett kiemelkedő művészeti értékteremtő munkája elismeréseként Magyarország Érdemes Művésze díjban részesült.

## Díjai
- Nemzetközi művésztelep díja (1987) (Konin)
- Nemzetközi művésztelep díja (1989) (Győr)
- Pénzszépségverseny (1990) Történelmi érem kategória: 1. díj Amerikai Egyesült Államok
- FIDEM - kiállítás (1994) Legszebb magyar vert érem-díj (Budapest)
- Holocaust-kiállítás (1995) - Alkotói díj
- Szabó Géza ötvösmester díja (1995) Országos Érembiennálé (Sopron)
- Udvard díszpolgára (1996)
- Győr Város Bisinger József díja (2005)
- Győr Város Művészeti díja (2007)
- Batthyány és kora-pályázat – nívódíj (2007)
- A Magyar Érdemrend lovagkeresztje (2013)
- Győr Művészetéért díj (2013)
- Győr-Moson-Sopron megye Prima-díja (2014)
- Munkácsy Mihály-díj (2020)[6]
- Érdemes művész (2023)

## Köztéri alkotásai
- Holokauszt emlékmű (Mosonmagyaróvár, 2014)
- Gunther Tamás dombormű (Győr, 2014)
- Törökfej dombormű (Győr, 2013)
- Grál kehely dombormű (Győr, 2013)
- Magvető dombormű (Győr, 2013)
- Szent korona dombormű (Győr, 2013)
- Szent László-szobor (Győr, Káptalandomb, 2012)
- Boldog Apor Vilmos szobor (Győr, Káptalandomb, 2012)
- II. János Pál mellszobor (Csurgó, 2012)
- Játszó kislány szobor (Győr, 2012)
- Joghallgatók emlékműve (Győr, 2012)
- II. János Pál harang domborművei (Budapest, Mátyás-templom, 2011)
- Moson vármegye 1000 éves emlékműve (Mosonmagyaróvár, 2011)
- Kitelepítettek emlékműve (Mosonszolnok, 2011)
- Halbritter Mátyás emléktábla (Győr, 2011)
- 1848–1849-es emlékmű (Dunakiliti, 2011)
- Kismegyeri Turul emlékmű restaurálása (Győr-Kismegyer, 2010)
- Lányi János kanonok emléktábla (2010, Győr)
- Katonai emlékmű (Bukarest, 2009)
- Máté Mária emléktábla (Győr, 2009)
- Mátyás király szobor (Győr, Mátyás tér, 2008)
- Kazinczy Ferenc dombormű (Győr, 2008)
- Petz Aladár dombormű (Győr, 2008)
- Szántó Tibor dombormű (Győr, 2008)
- Mátrai Tamás dombormű (Győr, 2008)
- Ad flexum emlékkő (Mosonmagyaróvár, 2007)
- Láng Rudolf emléktábla (Mosonmagyaróvár, 2007)
- Justitia szobor (Győr, Táblabíróság, 2006)
- Bácsa történeti emlékkő (Győr, 2006)
- Pálffy Miklós dombormű (Győr, 2005)
- Puttó (Győr, 2005)
- Kéz és talplenyomat járdaplasztika (Győr, 2005)
- Fiala Géza építész emléktábla (Győr, 2005)
- Luif Ottmár emléktábla (Pinnyéd, 2005)
- 25 éves a Győri Balett dombormű(Győr, 2004)
- Szőke Gyula emléktábla (Mosonmagyaróvár, 2004)
- Deák Ferenc emléktábla (Mosonmagyaróvár, 2003)
- Bercsényi Miklós emléktábla (Győr, 2003)
- Szent Kristóf emlékmű (Nagycenk, 2002)
- Péterfy Sándor dombormű (Győr, 2002)
- Apor Vilmos dombormű (Róma, Vatikán, 2001)
- Szent István szobor (Mosonmagyaróvár, 2001)
- Leány a holddal és Nappal diszkút (Kecel, 2001)
- Szent István dombormű (Csurgó, 2001)
- Széchenyi István mellszobor (Ópusztaszer, 2001)
- Szent István dombormű (Mezőladány, 2001)
- Apor Vilmos dombormű (Kimle-Novákpuszta, 2001)
- Walter Linch emléktábla (Győr, Bazilika, 2000)
- Áradás márvány plasztika (Győr, 2001)
- Szent István szobor (Nagyatád, 2000)
- Kandó Kálmán emléktábla (Győr, 2000)
- Napház cégér (Győr, 1999)
- Noé bárkája cégér (Győr, 1999)
- Honfoglalók cégér (Győr, 1999)
- Szent László szobor (Somogyvár, 1998)
- 1848–49-es szabadságharc emléktáblája (Győr, 1998)
- Világörökség emléktábla (Pannonhalma, 1997)
- Patachich Gábor mellszobor (Kecel, 1997)
- Honfoglalási Millecentenáriumi emlékmű (Győr, Batthyány tér, 1996)
- Árpád fejedelem emlékmű (São Paulo, Magyar nép tere, 1996)
- Meghurcoltak és kitelepítettek emlékműve (Udvard, 1996)
- Millecentenáriumi emlékkő (Halászi, 1996)
- Apor Vilmos dombormű (Győr, Apor Vilmos Iskolaközpont, 1995)
- Szent Rafael Kalinowski dombormű (Győr, Karmelita templom, 1994)
- Szent László szobor és diszkút (Mosonmagyaróvár, 1993)
- Szirén cégér (Győr, 1992)
- Vaskakas cégér (Győr, 1992)
- Fröccsös cégér (Győr, 1992)
- Szent László dombormű (Győr, Káptalandomb, 1991)
- Váci Mihály mellszobor (Győrszentiván, 1990)
- Rotary Club cégér (Győr, 1990)
- Halbolt cégér - Halászok (Győr, Apáca utca, 1989)
- Aradi vértanúk emlékhelye (Győr, Karmelita templom, 1988)
- Cristogram cégér (Győr, 1987)
- Pázmány Péter emléktábla (Budapest, 1985)

## Egyéni kiállításai
- CÉGÉREK UTCÁJA: Múzeumház Győr, 2012
- Hidak Európa népei között : Brüsszelben, Füleken 2011
- Lebó Ferenc–Borbély Károly–Varga György kiállítás sorozat 2011
- KOMP kiállítás 2009 – 12 kiállítás sorozat 2009
- A tojástól az almáig - Városi Művészeti Múzeum, Győr 2008
- Városi Galéria, Győr 2007
- Hotel Kálvária, Győr 2007
- Galgóczi Erzsébet Városi Könyvtár Galéria, Győr 2007
- Hét Szabad Művészet Szentélye, Győr 2007
- Audi, Győr 2007
- Metamorfózis kiállítás - Komárom, Limes Galéria 2006
- Salzburgtól – Nagyszentjánosig, Budapest - Csók István Galéria 2006
- Jókai Mór Városi Könyvtár, Pápa 2006
- Egyházmegyei Kőtár , Győr 2005
- Magyar Galéria, Mosonmagyaróvár 2005
- Könyvszalon, Győr 2004
- West East Galéria, Balatonfüred 2004
- Egyházmegyei Kőtár, Győr 2004
- Flesch Károly Kulturális Központ Galéria 94, Mosonmagyaróvár 2003
- Városi Múzeum, Nagyatád 1999
- Városi Művészeti Múzeum, Váczy – gyűjtemény, Győr 1999
- Egyházmegyei Kincstár és Könyvtár, Győr 1994
- Katona József Múzeum Képtára, Kecskemét 1994
- Jókai Mór Városi Könyvtár, Pápa 1994
- Művelődési Központ, Mosonmagyaróvár 1993
- Xantus János Múzeum, Győr 1993
- Hilton Szálló Dominikánius kerengő, Budapest 1993
- Hotel Sopron, Sopron 1993
- Petőfi Sándor Művelődési Központ, Győr 1988
- Eötvös Kollégium, Budapest 1987
- Üveggyár, Orosháza 1981